# MTV Video Music Awards/Push Artist of the Year
Die MTV Video Music Awards for Push Artist of the Year, Preise für Musikvideos, wurden erstmals 2018 verliehen und parallel zu dem Best New Artist. Dies änderte sich 2020, als aus Best New Artist und dem Push Artist eine Schnittmengenkategorie geschaffen wurde. Dementsprechend blieb die Push Artist-Kategorie nur zwei Jahre aktiv.

## Übersicht
| Award | Jahr | Preisträger   | Nominierungen |
| ----- | ---- | ------------- | --- |
| 1.    | 2018 | Hayley Kiyoko | - Bishop Briggs - Chloe x Halle - Noah Cyrus - Tee Grizzley - Kacy Hill - Khalid - Kyle - Lil Xan - PrettyMuch - Jessie Reyez - Sigrid - SZA - Grace VanderWaal - Why Don’t We |
| 2.    | 2019 | Billie Eilish | - Bazzi - CNCO - H.E.R. - Lauv - Lizzo |